# Discografia de Gabriel o Pensador
A discografia de Gabriel, o Pensador, cantor e compositor brasileiro de rap brasileiro, compreende sete álbuns de estúdio, um ao vivo e duas coletâneas. Iniciou sua carreira musical ao lançar uma fita demo com a música "Tô Feliz (Matei o Presidente)", sendo logo contratado pela Sony Music. Lançou pela gravadora seis álbuns de estúdio: Gabriel o Pensador, Ainda É Só o Começo, Quebra-Cabeça, Nádegas a Declarar, Seja Você Mesmo (mas não Seja sempre o Mesmo), Cavaleiro Andante. Lançou dois álbuns com a ONErpm: Sem Crise (2012) e Antídoto Pra Todo Tipo De Veneno (2023).
Além de cantor, Gabriel é escritor e lançou três livros, o autobiográfico Diário Noturno, e os infantis Um Garoto Chamado Rorbeto e Meu Pequeno Rubro-Negro. Sua quarta obra, Nada Demais, coautoria com Laura Malin, está completo mas ainda não foi publicado. Paralelamente a isso, Gabriel também é um ativista social tendo como projetos o "Pensador Futebol" que investe em jovens jogadores que querem se profissionalizar e junto de Luís Figo e Luiz Felipe Scolari participou do projeto de futebol chamado "Dream Football" que através do envio de vídeos via internet deu a oportunidade dos participantes serem contratados por times profissionais de futebol. Além de projetos de futebol, ainda tem um projeto social conhecido como "Pensando Junto" que atende as crianças carentes da Rocinha.

## Álbuns

### Álbuns de estúdio
| Gabriel o Pensador                                                              | - Lançamento: 12 de agosto de 1993 - Formatos: CD, cassete - Gravadora: Sony              | 3  | - : 350.000   | - PMB: Platina |  |  |  |  |
| Ainda É só o Começo                                                             | - Lançamento: 5 de junho de 1995 - Formatos: CD, cassete - Gravadora: Sony                | —  | - : 150.000   | - PMB: Ouro    |  |  |  |  |
| Quebra-Cabeça                                                                   | - Lançamento: 18 de fevereiro de 1997 - Formatos: CD, cassete - Gravadora: Sony           | —  | - : 1.500.000 | - PMB: Platina |  |  |  |  |
| Nádegas a Declarar                                                              | - Lançamento: 11 de outubro de 1999 - Formatos: CD - Gravadora: Sony                      | 6  | - : 100.000   | - PMB: Ouro    |  |  |  |  |
| Seja Você Mesmo (mas não Seja sempre o Mesmo)                                   | - Lançamento: 15 de maio de 2001 - Formatos: CD - Gravadora: Sony                         | —  | - : 100.000   |                |  |  |  |  |
| Cavaleiro Andante                                                               | - Lançamento: 6 de junho de 2005 - Formatos: CD - Gravadora: Sony                         | —  |               |                |  |  |  |  |
| Sem Crise                                                                       | - Lançamento: 14 de dezembro de 2012 - Formatos: CD, download digital - Gravadora: ONErpm | 20 |               |                |  |  |  |  |
| Antídoto Pra Todo Tipo De Veneno                                                | - Lançamento: 15 de setembro de 2023 - Formato: download digital - Gravadora: ONErpm      |    |               |                |  |  |  |  |
| "—" denota singles que não entraram nas paradas musicais ou não foram lançados. |                                                                                           |    |               |                |  |  |  |  |

### Álbuns ao vivo
| Álbum       | Detalhes                                                          |
| ----------- | ----------------------------------------------------------------- |
| MTV ao Vivo | - Lançamento: 8 de abril de 2003 - Formatos: CD - Gravadora: Sony |

### Extended plays(EPs)
| Álbum                            | Detalhes                                                            |
| -------------------------------- | ------------------------------------------------------------------- |
| Gabriel o Pensador para Crianças | - Lançamento: 31 de agosto de 2007 - Formatos: CD - Gravadora: Sony |

### Coletâneas
| Gabriel o Pensador: As Melhores                                                 | - Lançamento: 11 de fevereiro de 1999 - Formatos: CD - Gravadora: Sony                  | —  |
| Tás a Ver: O Melhor de Gabriel o Pensador                                       | - Lançamento: 20 de janeiro de 2003 - Formatos: CD - Gravadora: Columbia                | 19 |
| Como um Vício                                                                   | - Lançamento: 30 de novembro de 2008 - Formatos: CD, download digital - Gravadora: Sony | —  |
| "—" denota singles que não entraram nas paradas musicais ou não foram lançados. |                                                                                         |    |

## Singles

### Como artista principal
| "Tô Feliz (Matei o Presidente)"                                                 | 1993 | —  | Gabriel, o Pensador                           |
| "Lorâburra"                                                                     | 1993 | —  | Gabriel, o Pensador                           |
| "Retrato de um Playboy (Juventude Perdida)"                                     | 1994 | —  | Gabriel, o Pensador                           |
| "175 Nada Especial"                                                             | 1994 | —  | Gabriel, o Pensador                           |
| "Lavagem Cerebral"                                                              | 1994 | —  | Gabriel, o Pensador                           |
| "Estudo Errado"                                                                 | 1995 | —  | Ainda É só o Começo                           |
| "Rabo de Saia"                                                                  | 1995 | —  | Ainda É só o Começo                           |
| "FDP³"                                                                          | 1996 |    | Ainda É só o Começo                           |
| "Filho da Pátria Iludido"                                                       | 1996 |    | Ainda É só o Começo                           |
| "2345meia78"                                                                    | 1997 | —  | Quebra-Cabeça                                 |
| "Festa da Música"                                                               | 1997 | —  | Quebra-Cabeça                                 |
| "Cachimbo da Paz" (part. Lulu Santos)                                           | 1997 | —  | Quebra-Cabeça                                 |
| "Dança do Desempregado"                                                         | 1998 | —  | Quebra-Cabeça                                 |
| "+ 1 Dose" (part. Barão Vermelho)                                               | 1998 | —  | Quebra-Cabeça                                 |
| "Tô Vazando"                                                                    | 1999 | —  | Nádegas a Declarar                            |
| "Astronauta" (part. Lulu Santos)                                                | 2000 | —  | Nádegas a Declarar                            |
| "Cachorrada"                                                                    | 2000 | —  | Nádegas a Declarar                            |
| "Nádegas a Declarar" (part. Fernanda Abreu)                                     | 2000 | —  | Nádegas a Declarar                            |
| "Até Quando?"                                                                   | 2001 | —  | Seja Você Mesmo (mas não Seja sempre o Mesmo) |
| "Tem Alguém Aí?" (part. Digão)                                                  | 2001 | —  | Seja Você Mesmo (mas não Seja sempre o Mesmo) |
| "Pega Ladrão!"                                                                  | 2001 | —  | Seja Você Mesmo (mas não Seja sempre o Mesmo) |
| "Se Liga Aí"                                                                    | 2002 | —  | Seja Você Mesmo (mas não Seja sempre o Mesmo) |
| "Tás a Ver?" (part. Adriana Calcanhoto)                                         | 2003 | —  | Tás a Ver: O Melhor de Gabriel o Pensador     |
| "Retrato de Um Playboy - Parte II" (part. Digão)                                | 2003 | —  | MTV ao Vivo                                   |
| "Cara Feia" (part. Titãs)                                                       | 2004 | —  | MTV ao Vivo                                   |
| "Deixa Rolar" (part. Negra Li)                                                  | 2005 | —  | Cavaleiro Andante                             |
| "Palavras Repetidas" (part. Legião Urbana)                                      | 2005 | —  | Cavaleiro Andante                             |
| "Sorria" (part. Detonautas Roque Clube)                                         | 2006 | —  | Cavaleiro Andante                             |
| "Tempestade"                                                                    | 2006 | —  | Cavaleiro Andante                             |
| "500 Anos de Sobrevivência"                                                     | 2008 | —  | Não adicionado à nenhum álbum                 |
| "Nunca Serão"                                                                   | 2010 | —  | Não adicionado à nenhum álbum                 |
| "Linhas Tortas"                                                                 | 2012 | —  | Sem Crise                                     |
| "Surfista Solitário" (part. Jorge Ben Jor)                                      | 2013 | 13 | Sem Crise                                     |
| "Muito Orgulho, Meu Pai"                                                        | 2013 | —  | Não adicionado à nenhum álbum                 |
| "Chega"                                                                         | 2016 | —  | Não adicionado à nenhum álbum                 |
| "Fé na Luta"                                                                    | 2016 | —  | Não adicionado à nenhum álbum                 |
| "Tô Feliz (Matei o Presidente) 2"                                               | 2017 | —  | Não adicionado à nenhum álbum                 |
| "Um Só" (part. Maneva)                                                          | 2018 | —  | Não adicionado à nenhum álbum                 |
| "Deixa Queimar"                                                                 | 2018 | —  | Não adicionado à nenhum álbum                 |
| "O Som da Minha Alma" (part. Di Ferrero e MpBox)                                | 2018 | —  | Não adicionado à nenhum álbum                 |
| "Muito Orgulho Meu Pai"                                                         | 2019 | —  | Não adicionado à nenhum álbum                 |
| "Evolução" (part. Jade Baraldo)                                                 | 2019 | —  | Não adicionado à nenhum álbum                 |
| "Sobrevivente"                                                                  | 2019 | —  | Não adicionado à nenhum álbum                 |
| "—" denota singles que não entraram nas paradas musicais ou não foram lançados. |      |    |                                               |

### Como artista convidado
| "Exttravasa" (Claudia Leitte part. Gabriel, o Pensador)                         | 2007 | — | Ao Vivo em Copacabana         |
| "Não Faço Questão" (D.A.M.A part. Gabriel, o Pensador)                          | 2015 | 1 | Dá-me Um Segundo              |
| "Cacimba de Mágoa" (Falamansa part. Gabriel, o Pensador)                        | 2016 | — | Lá da Alma                    |
| "E Aí Bateu" (Atitude 67 part. Gabriel, o Pensador e Analaga)                   | 2020 | — | Não adicionado à nenhum álbum |
| "—" denota singles que não entraram nas paradas musicais ou não foram lançados. |      |   |                               |

## Vídeos musicais
| Ano  | Canção                                     |
| ---- | ------------------------------------------ |
| 1993 | "Lôrabúrra"                                |
| 1993 | "Retrato de um Playboy (Juventude Perdida" |
| 1993 | "175 Nada Especial"                        |
| 1995 | "Estudo Errado"                            |
| 1995 | "Rabo de Saia"                             |
| 1997 | "2345meia78"                               |
| 1997 | "Cachimbo da Paz"                          |
| 1997 | "Dança do Desempregado"                    |
| 1999 | "Astronauta"                               |
| 2001 | "Até Quando?"                              |
| 2001 | "Tem Alguém Aí?"                           |
| 2003 | "Tás A Ver ?"                              |
| 2005 | "Palavras Repetidas"                       |
| 2005 | "Sorria"                                   |
| 2010 | "Nunca Serão"                              |
| 2012 | "Linhas Tortas"                            |
| 2012 | "Surfista Solitário"                       |
| 2013 | "Muito Orgulho, Meu Pai"                   |
| 2016 | "Chega"                                    |
| 2016 | "Fé Na Luta"                               |
| 2017 | "Tô Feliz (Matei o Presidente) 2"          |
| 2021 | "Patriota Comunista"                       |
| 2023 | "Cachimbo da Paz II"                       |
| 2023 | "Nunca Tenha Medo"                         |